# Zihuateutla
Zihuateutla es una localidad del estado mexicano de Puebla. Es cabecera del municipio de Zihuateutla.

## Demografía
| Censo | Población |
| ----- | --------- |
| 1900  | 142       |
| 1910  | 191       |
| 1921  | 389       |
| 1930  | 548       |
| 1940  | 237       |
| 1950  | 358       |
| 1960  | 445       |
| 1970  | 436       |
| 1980  | 525       |
| 1990  | 749       |
| 1995  | 899       |
| 2000  | 1086      |
| 2005  | 1056      |
| 2010  | 1124      |
| 2020  | 1067      |